# Serena Auñón
Serena Maria Auñón-Chancellor  (* 9. April 1976 in Indianapolis, Indiana) ist eine US-amerikanische Astronautin.

## Werdegang
Auñón besuchte die Poudre High School in Fort Collins, Colorado und machte dort 1993 ihren Abschluss. Anschließend studierte sie Electrical Engineering an der George Washington University in Washington, D.C. und erhielt dort 1997 einen Bachelor of Science. 2001 promovierte sie in Medizin am Health Science Center der University of Texas in Houston. Die nächsten drei Jahre absolvierte sie eine Ärztliche Weiterbildung in Innerer Medizin am University of Texas Medical Branch (UTMB) in Galveston.

## Raumfahrttätigkeiten
Auñón wurde 2009 als Astronautin ausgewählt (NASA-Gruppe 20) und nahm 2015 als Aquanaut an der Mission NEEMO 20 der NASA teil. Am 28. März 2017 gab die NASA bekannt, dass Auñón-Chancellor für die ISS-Expeditionen 58 und 59 zugeteilt sei. Sie sollte im November 2018 mit dem Raumschiff Sojus MS-11 zur ISS starten und dort bis Mai 2019 arbeiten. Im Januar 2018 wurde sie jedoch auf die ISS-Expeditionen 56 und 57 vorgezogen, um dort die kurzfristig aus der Mannschaft genommene Jeanette Epps zu ersetzen. Am 6. Juni 2018 brach sie zusammen mit Alexander Gerst und Kommandant Sergei Prokopjew im Raumschiff Sojus MS-09 zur ISS auf. Die Rückkehr zur Erde erfolgte am 20. Dezember 2018.
Am 30. August 2018 erlitt die ISS während ihres Aufenthalts einen Druckabfall. Die Suche nach dem Luftleck führte die Astronauten in das Orbitalmodul der Sojus MS-09. Hier wurde ein durchgehendes Loch von zwei Millimetern entdeckt. Die Kosmonauten Sergei Prokopjew und Oleg Germanowitsch Artemjew versiegelten das Loch mit zwei Schichten Dichtungsmasse. Zunächst wurde angenommen, dass das Loch entweder durch einen Mikrometeoriten oder durch ein Stück Weltraumschrott entstanden war. Die russische Weltraumorganisation Roskosmos meinte, nach einer ersten Untersuchung ausschließen zu können, dass es sich um einen Unfall gehandelt habe. Das Loch müsse von Menschenhand gebohrt worden sein. Zunächst äußerte sich Roskosmos jedoch nicht zu der Frage, ob dies noch auf der Erde oder bereits im Weltraum passiert sei. Im September 2019 erklärte Dmitri Olegowitsch Rogosin, der Direktor von Roskosmos, dass Moskau den Ursprung des Lochs kenne. Genauere Angaben machte Rogosin zunächst nicht.
Als es nach einer Fehlzündung der Triebwerke des Wissenschaftsmoduls Nauka kurz nach dessen Andocken an der ISS am 29. Juli 2021 zu Unstimmigkeiten zwischen NASA und Roskosmos kam, veröffentlichte die amtliche Nachrichtenagentur TASS am 12. August 2021 schließlich ihre Perspektive den Vorfalls. Das Loch habe nicht auf der Erde gebohrt worden sein können, da das Sojus-Raumschiff sonst nicht den Vakuumtest vor der Auslieferung bestanden hätte. Insgesamt gäbe es aus russischer Sicht fünf Indizien für die Täterschaft Serena Auñóns: eine mögliche psychologische Krise infolge einer akuten Thrombose, den angeblichen Ausfall einer Überwachungskamera, die Weigerung der amerikanischen Besatzungsmitglieder, sich einem Lügendetektortest zu unterziehen, die Weigerung der NASA, der russischen Seite eine Untersuchung der Werkzeuge und Bohrer, die im amerikanischen Sektor der Station aufbewahrt wurden, zu gestatten sowie das Muster der Bohrspuren.
Die NASA erklärte, dass es sich hier um haltlose Beschuldigungen handele und bemühte sich um die Widerlegung der Anschuldigungen. Demnach zeige eine nachträgliche Analyse der Luftdruck-Daten der Station den exakten Zeitpunkt des Druckabfalls einige Tage zuvor. Zu diesem Zeitpunkt sei der Standort aller Astronauten innerhalb der Station bekannt, keiner der amerikanischen Astronauten habe sich innerhalb des russischen Moduls befunden. Stattdessen wurde von einem Montagefehler noch auf der Erde ausgegangen.
Die russischen Verantwortlichen hielten dennoch an ihren Vorwürfen fest und drohten im Dezember 2021 mit einer Anklageerhebung.

## Privates
Auñón-Chancellor ist die Tochter eines Exilkubaners, der 1960 in die USA kam. Sie ist verheiratet und hat eine Stieftochter.